# Seznam francoskih pevcev
Seznam francoskih pevcev.

## A
- Jil Aigrot
- Alizée (Alizée Jacotey)
- Thierry Amiel
- Marcel Amont
- Lisa Angell
- Richard Anthony
- Arletty (Léonie Marie Julie Bathiat)
- Isabelle Aubret (Thérèse Coquerelle)
- Hugues Aufray
- Charles Aznavour (Shahnour Varenagh Aznavourian; Charles Aznavurijan)

## B
- Chimène Badi
- Josephine Baker
- Alka Balbir (Anne-Laure Balbir)
- Bambou (Caroline Von Paulus)
- Didier Barbelivien
- Emma Bardac
- Brigitte Bardot
- Aimé Barelli
- Pierre Barouh
- Alain Barrière
- Alain Bashung (1947-2009)
- Gilbert Bécaud
- Marie-Paule Belle
- Gricha Berekachvili
- Michel Berger
- Danielle Frida Hélène Boccara
- Benjamin Biolay
- Didier Blanc
- Betty Bonifassi
- Guy Bonnet
- Guy Bontempelli
- Bourvil (André Robert Raimbourg)
- Jacqueline Boyer (Jacqueline Ducos)
- Georges Brassens
- Jacques Brel (belgijsko-fr.)
- Pierre Brice (Pierre-Louis Le Bris)
- Patrick Bruel
- (Bertrand Burgalat)

## C
- Francis Cabrel
- Clémentine Célarié
- Jeanne Cerhal
- Alain Chamfort
- Manu Chao (José-Manuel Thomas Arthur Chao)
- Éric Charden
- Maurice Chevalier
- Christophe (Daniel Bevilacqua)
- André Claveau
- Julien Clerc
- Noëlle Cordier
- Annie Cordy
- Marion Cotillard
- Nicole Croisille

## D
- Mario D'Alba
- Étienne Daho
- Dalida (Iolanda Cristina Gigliotti)
- Joe Dassin (Joseph Ira Dassin)
- Anne-Marie David
- Micheline Dax
- Suzy Delair
- Michel Delpech (Jean-Michel Delpech; 1946-2016)
- Julie Delpy
- Philippe Dhondt - Boris
- Bernard Dimey
- Dominique Dimey
- Sacha Distel
- Arielle Dombasle
- Jacques Dutronc
- Thomas Dutronc

## F
- Mylène Farmer (Mylène Jeanne Gautier)
- Lolo Ferrari
- Léo Ferré
- Patrick Fiori
- Michel Fugain

## G
- Charlotte Gainsbourg
- Serge Gainsbourg
- France Gall (Isabelle Genevieve Marie Anne Gall)
- Pierre-Jean Garat
- Carlos Gardel (Charles Romuald Gardés)
- Jean-Jacques Goldman
- Juliette Gréco (1927-2020)
- Grégoire (Boissenot)
- Georges Guétary
- Yvette Guilbert

## H
- Johnny Hallyday (1943-2017)
- Françoise Hardy (1944-2024)
- Corinne Hermès
- Guy-Manuel de Homem-Christo

## I
- Innocence (Geraldine Larrosa)
- Sébastien Izambard

## J
- Jenifer (Yaël Dadouche-Bartoli)
- Keziah Jones (Olufemi Sanyaolu) (Nigerijec)
- Patrick Juvet

## K
- Patricia Kaas
- Philippe Katerine (Philippe Blanchard)
- Claire Keim
- Ophélie Kleerekoper-Winter
- Véra Korène

## L
- Lââm
- Marie Laforêt (Maitena Doumenach)
- Francis Lalanne
- Serge Lama
- Rose Laurens
- Bernard Lavilliers
- La Zarra (Hafdi) (fr.-kanadska maroškrga rodu)
- Amanda Lear
- Félix Leclerc (Kanadčan, šansonjer)
- Gérard Lenorman
- Philippe Léotard
- Louane (Louane Emera)
- Renan Luce
- Elsa Lunghini

## M
- Enrico Macias
- Mathias Malzieu
- Jeane Manson (ameriško-fr.)
- Manu Chao
- Corine Marienneau
- Anna Marly (r. Smirnov; rusko-franc.)
- Didier Marouani
- Thomas Mars (Thomas Pablo Croquet)
- Souad Massi (Alžirka)
- Jessy Matador
- Mireille Mathieu
- Elli Medeiros
- Lizzy Mercier Descloux
- Miss Kittin (Caroline Hervé)
- Eddy Mitchell
- Chloé Mons
- Yves Montand (Ivo Livi)
- Jeanne Moreau
- Georges Moustaki (egipt.-franc. italo-gr. rodu)
- Marie Myriam (Myriam Lopes)

## N
- Aya Nakamura
- Nicoletta (Nicole Fernande Grisoni)
- Yannick Noah

## P
- Mélanie Pain
- Vanessa Paradis
- Jean-Claude Pascal (Jean-Claude Villeminot)
- Pierre Perret
- Nicolas Peyrac
- Édith Piaf (Édith Giovanna Gassion)
- Jacques Pills
- Pomme
- Barbara Pravi (Barbara Piévić)
- Yvonne Printemps

## R
- Norma Ray
- Serge Reggiani
- Regine (Regina Zylberberg)
- Colette Renard
- Renaud (Pierre Manuel Séchan)
- Catherine Ringer
- Simone Ringer
- Mado Robin
- Louis Auguste Florimond Ronger
- Alexandra Roos
- Tino Rossi
- Olivia Ruiz (Olivia Blanc)

## S
- Henri Salvador
- Samaha Sam
- Michel Sardou
- Claude-Michel Schönberg
- Patrick Sébastien (Patrick Boutot)
- Romane Serda
- Sheila (Annie Chancel)
- William Sheller
- Sacha Sieff (Sacha di Manolo)
- Benjamin Siksou
- Soko
- Suzy Solidor
- Alain Souchon
- Catherine Spaak
- Stone

## T
- Bernard Tapie
- Michèle Torr
- Charles Trenef

## U
- Joëlle Ursull

## V
- Caterina Valente
- François Valéry (Jean-Louis Mougeot)
- Sylvie Vartan
- Amaury Vassili
- Boris Vian
- Adia Victoria
- Hervé Vilard

## W
- Lambert Wilson
- Ophélie Winter

## Z
- Zaz  (Isabelle Geffroy)